# Aureolus d'Aragon
Aureolus ou Oriol, mort en 809, est considéré par les Annales regni Francorum comme le premier comte d'Aragon, de 802 à sa mort, mis en place par les Francs ayant profité des dissensions entre les occupants maures pour s'installer à Jaca.
À sa mort, le titre de comte d'Aragon revient à Aznar Ier Galíndez.
Selon la tradition, il a donné son nom à la roche Oroel.